# WTA Elite Trophy 2023
Het eindejaarstoernooi WTA Elite Trophy (ook wel genoemd: het B-kampioenschap van het vrouwentennis) van 2023 vond plaats van dinsdag 24 tot en met zondag 29 oktober 2023 in de Chinese stadsprefectuur Zhuhai. Het was de zesde editie van het toernooi. Er werd gespeeld op hardcourt-binnenbanen in het Hengqin International Tennis Center.
Op grond van een beslissing van de gezamenlijke internationale tennisbonden speelden deelneemsters uit Rusland zonder hun nationale kenmerken.
Veronika Koedermetova en de Braziliaanse Beatriz Haddad Maia namen aan zowel het enkel- als het dubbelspeltoernooi deel. Als koppel wonnen zij de dubbelspeltitel. Haddad Maia zegevierde bovendien in het enkelspel, waar Koedermetova de groepsfase niet kon ontstijgen.

## Enkelspel
Dit toernooi werd gespeeld van dinsdag 24 tot en met zondag 29 oktober 2023, met de groepsfase uitgespreid over vier dagen (24–27 oktober), de halve finales op 28 oktober en de finale op 29 oktober.
Titelhoudster Aryna Sabalenka was intussen gepromoveerd naar het niveau van het A-kampioenschap – zij nam deel aan de WTA Finals 2023.
De als eerste geplaatste Tsjechische Barbora Krejčíková bleef steken in de groepsfase.
Het achtste reekshoofd, Beatriz Haddad Maia uit Brazilië, won de titel zonder ook maar één set te verliezen gedurende het hele toernooi. In de finale versloeg zij de als zevende geplaatste Chinese Zheng Qinwen in twee tiebreak-sets. Haddad Maia wist voor het eerst in haar loopbaan het eindejaarstoernooi op haar naam te schrijven. Het was haar vierde WTA-titel, de eerste van dat jaar. Zij incasseerde US$ 605.000 prijzengeld op dit toernooi.
De twaalf deelneemsters vertegenwoordigden negen verschillende landen: Brazilië, China (2x), Frankrijk, Kroatië, Letland, Polen, Tsjechië, Verenigde Staten en een anoniem land (3x). Er waren geen speelsters uit de Lage Landen.

### Deelnemende speelsters
- Rang per 23 oktober 2023.

| Nr. | Speelster             | Rang | Groep | Resultaat    | Verloor van           |
| --- | --------------------- | ---- | ----- | ------------ | --------------------- |
| 1.  | Barbora Krejčíková    | 10   | A     | groepsfase   | Kasatkina             |
| 2.  | Madison Keys          | 11   | B     | groepsfase   | Haddad Maia, Garcia   |
| 3.  | Jeļena Ostapenko      | 13   | C     | groepsfase   | Zheng                 |
| 4.  | Ljoedmila Samsonova   | 15   | D     | groepsfase   | Koedermetova          |
| 5.  | Veronika Koedermetova | 16   | D     | groepsfase   | Zhu                   |
| 6.  | Darja Kasatkina       | 17   | A     | halve finale | Beatriz Haddad Maia   |
| 7.  | Zheng Qinwen          | 18   | C     | finale       | Beatriz Haddad Maia   |
| 8.  | Beatriz Haddad Maia   | 19   | B     | winnares     | winnares              |
| 9.  | Caroline Garcia       | 20   | B     | groepsfase   | Haddad Maia           |
| 10. | Donna Vekić           | 24   | C     | groepsfase   | Zheng, Ostapenko      |
| 11. | Magda Linette         | 23   | A     | groepsfase   | Krejčíková, Kasatkina |
| 12. | Zhu Lin               | 37*  | D     | halve finale | Zheng Qinwen          |

Op de reservebank zaten Sorana Cîrstea (WTA-26) en Anastasija Potapova
(WTA-28). Zij hoefden niet in actie te komen.

### Prijzengeld en WTA-punten
| Resultaat                | Prijzengeld    | WTA-punten |
| ------------------------ | -------------- | ---------- |
| winnares                 | R1 + $ 385.000 | R1 + 460   |
| finale                   | R1 + $ 165.000 | R1 + 200   |
| halve finale             | R1 + $ 17.000  | R1         |
| winst 2e groepswedstrijd | + $ 43.000     | +80        |
| winst 1e groepswedstrijd | + $ 53.000     | +80        |
| groepsfase (1e plaats)   | $ 124.000      | 80         |
| groepsfase (2e plaats)   | $ 84.750       | 80         |
| groepsfase (3e plaats)   | $ 50.000       | 80         |

- R1 = de opbrengst van de eerste ronde (groeps-
wedstrijden).
- Haar foutloos parcours leverde de winnares
$ 605.000 en 700 punten op.

### Halve finale en finale
|  | halve finale | halve finale        | halve finale | halve finale | halve finale |         |                     | finale | finale | finale | finale | finale |
|  |              |                     |              |              |              |         |                     |        |        |        |        |        |
|  | 6            | Darja Kasatkina     | 4            | 1            |              |         |                     |        |        |        |        |        |
|  | 8            | Beatriz Haddad Maia | 6            | 6            |              |         |                     |        |        |        |        |        |
|  | 8            | Beatriz Haddad Maia | 6            | 6            |              | 8       | Beatriz Haddad Maia | 7      | 7      |        |        |        |
|  |              |                     |              |              |              | 8       | Beatriz Haddad Maia | 7      | 7      |        |        |        |
|  |              | 7                   | Zheng Qinwen | 611          | 64           |         |                     |        |        |        |        |        |
|  | 12/WC        | 7                   | Zheng Qinwen | 611          | 64           | Zhu Lin | 5                   | 6      | 1      |        |        |        |
|  | 12/WC        |                     |              |              |              | Zhu Lin | 5                   | 6      | 1      |        |        |        |
|  | 7            | Zheng Qinwen        | 7            | 4            | 6            |         |                     |        |        |        |        |        |

### Groepswedstrijden
Een redelijk gelijkwaardige opbouw van de vier groepen werd bereikt door de regels van plaatsing en loting:
- De vier speelsters met de hoogste rang waren het reekshoofd van een eigen groep.
- De volgende vier speelsters werden door loting verdeeld over de groepen.
- Ten slotte werden ook de laagste vier speelsters door loting verdeeld over de groepen.

#### Groep A – "Azalea"
Resultaten
| wedstrijd              | wedstrijd | wedstrijd              | score         |
| ---------------------- | --------- | ---------------------- | ------------- |
| Barbora Krejčíková (1) | –         | Magda Linette (11)     | 6-2, 6-4      |
| Darja Kasatkina (6)    | –         | Barbora Krejčíková (1) | 7-5, 1-6, 6-1 |
| Darja Kasatkina (6)    | –         | Magda Linette (11)     | 6-3, 6-4      |

Klassement
| nr. | speelster              | partijen w-v | sets w-v | games w-v |
| --- | ---------------------- | ------------ | -------- | --------- |
| 1.  | Darja Kasatkina (6)    | 2-0          | 4-1      | 26-19     |
| 2.  | Barbora Krejčíková (1) | 1-1          | 3-2      | 24-20     |
| 3.  | Magda Linette (11)     | 0-2          | 0-4      | 13-24     |

#### Groep B – "Camellia"
Resultaten
| wedstrijd               | wedstrijd | wedstrijd           | score    |
| ----------------------- | --------- | ------------------- | -------- |
| Beatriz Haddad Maia (8) | –         | Madison Keys (2)    | 6-4, 6-4 |
| Caroline Garcia (9)     | –         | Madison Keys (2)    | 6-3, 7-6 |
| Beatriz Haddad Maia (8) | –         | Caroline Garcia (9) | 6-1, 7-6 |

Klassement
| nr. | speelster               | partijen w-v | sets w-v | games w-v |
| --- | ----------------------- | ------------ | -------- | --------- |
| 1.  | Beatriz Haddad Maia (8) | 2-0          | 4-0      | 25-15     |
| 2.  | Caroline Garcia (9)     | 1-1          | 2-2      | 20-22     |
| 3.  | Madison Keys (2)        | 0-2          | 0-4      | 17-25     |

#### Groep C – "Orchid"
Resultaten
| wedstrijd            | wedstrijd | wedstrijd            | score         |
| -------------------- | --------- | -------------------- | ------------- |
| Zheng Qinwen (7)     | –         | Donna Vekić (10)     | 6-4, 6-7, 6-4 |
| Jeļena Ostapenko (3) | –         | Donna Vekić (10)     | 4-6, 6-4, 6-1 |
| Zheng Qinwen (7)     | –         | Jeļena Ostapenko (3) | 6-4, 1-6, 6-2 |

Klassement
| nr. | speelster            | partijen w-v | sets w-v | games w-v |
| --- | -------------------- | ------------ | -------- | --------- |
| 1.  | Zheng Qinwen (7)     | 2-0          | 4-2      | 31-27     |
| 2.  | Jeļena Ostapenko (3) | 1-1          | 3-3      | 28-24     |
| 3.  | Donna Vekić (10)     | 0-2          | 2-4      | 26-34     |

#### Groep D – "Rose"
Resultaten
| wedstrijd                 | wedstrijd | wedstrijd                 | score         |
| ------------------------- | --------- | ------------------------- | ------------- |
| Zhu Lin (12)              | –         | Veronika Koedermetova (5) | 7-6, 6-1      |
| Ljoedmila Samsonova (4)   | –         | Zhu Lin (12)              | 2-6, 6-2, 6-1 |
| Veronika Koedermetova (5) | –         | Ljoedmila Samsonova (4)   | 6-4, 3-6, 7-5 |

Klassement
| nr. | speelster                 | partijen w-v | sets w-v | games w-v |
| --- | ------------------------- | ------------ | -------- | --------- |
| 1.  | Zhu Lin (12)              | 1-1          | 3-2      | 22-21     |
| 2.  | Ljoedmila Samsonova (4)   | 1-1          | 3-3      | 29-25     |
| 3.  | Veronika Koedermetova (5) | 1-1          | 2-3      | 23-28     |

## Dubbelspel
|                       |  |                     |
| Veronika Koedermetova |  | Beatriz Haddad Maia |

| Prijzengeld \| Resultaat \| Prijzengeld (per team) \| \| -------------------- \| ---------------------- \| \| winnaressen \| R1 + $ 23.000 \| \| finale \| R1 + $ 12.000 \| \| groepsfase (2 zeges) \| $ 32.000 \| \| groepsfase (1 zege) \| $ 26.000 \| \| groepsfase (0 zeges) \| $ 20.000 \| Noten: - R1 = de opbrengst van de eerste ronde (groepswedstrijden). - Hun foutloos parcours leverde het winnende koppel $ 55.000 op. - WTA-punten waren niet te verdienen. |                        |
| Resultaat | Prijzengeld (per team) |
| winnaressen | R1 + $ 23.000          |
| finale | R1 + $ 12.000          |
| groepsfase (2 zeges) | $ 32.000               |
| groepsfase (1 zege) | $ 26.000               |
| groepsfase (0 zeges) | $ 20.000               |

Groepsfase uitgespreid over vijf dagen (24–28 oktober); de finale op 29 oktober.
Van de titelhoudsters Ljoedmyla Kitsjenok en Andreja Klepač had de laatste zich niet voor deze editie van het toernooi gekwalificeerd. Kitsjenok speelde samen met de Noorse Ulrikke Eikeri met wie zij het derde reekshoofd vormde – zij werden in de groepsfase uitgeschakeld.
Het als eerste geplaatste duo Beatriz Haddad Maia en Veronika Koedermetova won de titel, zonder ook maar één set te verliezen tijdens het gehele toernooi. In de finale versloegen zij het als tweede geplaatste koppel Miyu Kato en Aldila Sutjiadi in twee sets. Het was hun eerste gezamenlijke titel. De Braziliaanse Haddad Maia had daarnaast zes eerdere dubbelspeltitels met andere partners; de natieloze Koedermetova tien.

### Deelnemende teams
- Rang per 23 oktober 2023.

| Nr. | Team                                      | Rang        | Groep | Resultaat   | Verloren van                              |
| --- | ----------------------------------------- | ----------- | ----- | ----------- | ----------------------------------------- |
| 1.  | Beatriz Haddad Maia Veronika Koedermetova | 24+30=54    | Een   | winnaressen | winnaressen                               |
| 2.  | Miyu Kato Aldila Sutjiadi                 | 27+26=53    | Twee  | finale      | Beatriz Haddad Maia Veronika Koedermetova |
| 3.  | Ulrikke Eikeri Ljoedmyla Kitsjenok        | 38+35=73    | Twee  | groepsfase  | Wang/Xu, Kato/Sutjiadi                    |
| 4.  | Oksana Kalasjnikova Jana Sizikova         | 44+60=106   | Een   | groepsfase  | Haddad Maia/Koedermetova, Jiang/Tang      |
| 5.  | Wang Xiyu Xu Yifan                        | 220+56=276* | Twee  | groepsfase  | Kato/Sutjiadi                             |
| 6.  | Jiang Xinyu Tang Qianhui                  | 76+161=237* | Een   | groepsfase  | Haddad Maia/Koedermetova                  |

* Wang/Xu en Jiang/Tang waren via een wildcard voor het toernooi uitgenodigd.

### Finale
| Legenda | Legenda                  |
| ------- | ------------------------ |
| Q       | Qualifier                |
| WC      | Deelname via wildcard    |
| LL      | Lucky Loser              |
| r       | Opgave / trok zich terug |
| w/o     | Walk-over                |
| Alt     | Invaller, Alternate      |
| SE      | Special Exempt           |
| PR      | Protected Ranking        |
| d       | Diskwalificatie          |

| finale |                                           |   |   |  |
|        |                                           |   |   |  |
| 1      | Beatriz Haddad Maia Veronika Koedermetova | 6 | 6 |  |
| 2      | Miyu Kato Aldila Sutjiadi                 | 3 | 3 |  |

### Groepswedstrijden

#### Groep Een – "Lily"
Resultaten
| wedstrijd                                     | wedstrijd | wedstrijd                             | score    |
| --------------------------------------------- | --------- | ------------------------------------- | -------- |
| Beatriz Haddad Maia Veronika Koedermetova (1) | –         | Jiang Xinyu Tang Qianhui (6)          | 6-3, 6-3 |
| Beatriz Haddad Maia Veronika Koedermetova (1) | –         | Oksana Kalasjnikova Jana Sizikova (4) | 6-0, 6-3 |
| Jiang Xinyu Tang Qianhui (6)                  | –         | Oksana Kalasjnikova Jana Sizikova (4) | 6-4, 7-6 |

Klassement
| nr. | team                                          | partijen w-v | sets w-v | games w-v |
| --- | --------------------------------------------- | ------------ | -------- | --------- |
| 1.  | Beatriz Haddad Maia Veronika Koedermetova (1) | 2-0          | 4-0      | 24-9      |
| 2.  | Jiang Xinyu Tang Qianhui (6)                  | 1-1          | 2-2      | 19-22     |
| 3.  | Oksana Kalasjnikova Jana Sizikova (4)         | 0-2          | 0-4      | 13-25     |

#### Groep Twee – "Bougainvillea"
Resultaten
| wedstrijd                     | wedstrijd | wedstrijd                              | score             |
| ----------------------------- | --------- | -------------------------------------- | ----------------- |
| Wang Xiyu Xu Yifan (5)        | –         | Ulrikke Eikeri Ljoedmyla Kitsjenok (3) | 6-3, 6-2          |
| Miyu Kato Aldila Sutjiadi (2) | –         | Ulrikke Eikeri Ljoedmyla Kitsjenok (3) | 6-3, 6-7, [10-6]  |
| Miyu Kato Aldila Sutjiadi (2) | –         | Wang Xiyu Xu Yifan (5)                 | 4-6, 7-5, [12-10] |

Klassement
| nr. | team                                   | partijen w-v | sets w-v | games w-v |
| --- | -------------------------------------- | ------------ | -------- | --------- |
| 1.  | Miyu Kato Aldila Sutjiadi (2)          | 2-0          | 4-2      | 25-21     |
| 2.  | Wang Xiyu Xu Yifan (5)                 | 1-1          | 3-2      | 23-17     |
| 3.  | Ulrikke Eikeri Ljoedmyla Kitsjenok (3) | 0-2          | 1-4      | 15-25     |